# Abir
Abir (אבי"ר) 역사적인 격투기 알파벳, 밀교, 춤, 이야기 및 독특한 무기를 기반으로 한 무술이다. 연구 방법은 두 단계로 나뉜다 : 1 단계, 학생들은 27 가지 기본 동작, 히브리어 알파벳 27 글자 (최종 22 글자 5)를 배운다. 각 카드는 대응, 교살, 다운로드, 차단 또는 장애로이 이니셔티브를 달성하기위한 7 가지 방법을 제공한다. 176은 또한 365 가지 유형의 움직임에 가까운 다른 기술을 배웠다. 두 번째 레벨은 248 가지 이상의 유형을 추가한다. 함께 613 계명의 총 613 펀치를 차지한다. 그는 기사가 워리어 전문가는 적절한 순서의 성경 구절을 쓸 수 있다.